# Rekovac
Rekovac (en serbe cyrillique : Рековац) est une localité et une municipalité de Serbie situées dans le district de Pomoravlje. Au recensement de 2011, la localité comptait 1 587 habitants et la municipalité dont elle est le centre 10 971.
Rekovac est officiellement classé parmi les villages de Serbie.

## Géographie

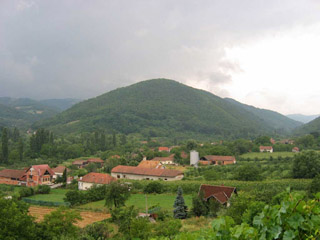
Le village de Prevešt, près de Rekovac

La municipalité de Rekovac est située au centre de la Serbie et de la région de Šumadija, dans une sous-région connue sous le nom de Levač. La ville se trouve à 30 km au sud-ouest de Jagodina, le centre administratif du district ; elle est située sur les bords de la Dulenska reka, entre les monts Gledić à l'ouest et Juhor à l'est, la dépression de Levač servant de séparation entre les Alpes dinariques (à l'ouest) et le massif ancien des Rhodopes (à l'est). Le territoire de la municipalité s'étend sur 366 km2, dont 320 sont constitués de collines ou de montagnes. La municipalité est traversée par des rivières et des ruisseaux comme la Dulenska reka et la Županjevačka reka, qui se rejoignent à la hauteur du village de Beočić pour former le Lugomir, un affluent droit de la Zapadna Morava, ou encore la Kalenićka reka, la Lomnička reka, la Dobroselička reka et la Kruševička reka.

## Climat
Le climat de la municipalité de Rekovac est de type continental modéré. La température moyenne annuelle est de 11,5 °C, le mois le plus chaud étant juillet avec une moyenne de 27 °C et le plus froid janvier avec 0,5 °C. La moyenne annuelle des précipitations est de 550 mm, avec un pic en juin, le mois le plus sec étant le mois de février. La région connaît 34 jours d'enneigement, avec un maximum en janvier.

## Histoire
Au pied du mont Blagotin, les archéologues ont mis au jour des vestiges datant du Néolithique, témoignant de l'ancienneté de la présence humaine sur le territoire de l'actuelle municipalité de Rekovac. La région de Levač, quant à elle, est mentionnée pour la première comme une župa sur des cartes de Stefan Nemanja et Stefan Ier Nemanjić au monastère de Hilandar à la fin du XIIe siècle et au début du XIIIe siècle. La région fut conquise par Stafan Nemanja sur les Byzantins en 1183, en même temps que celles de Lepenica et de Belica. Le monastère de Kalenić, ainsi que les églises anciennes de Velika Kruševica, Oparić et Preradovac remontent au Moyen Âge.
La ville de Rekovac, quant à elle, est mentionnée pour la première fois sous le nom de Rakofac dans des documents ottomans datant de 1595. Après l'indépendance de la Serbie, elle obtint le statut de varošica (« bourg ») en 1886. 

## Localités de la municipalité de Rekovac

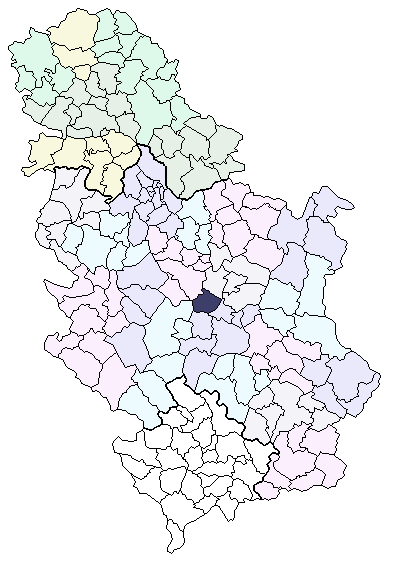
Localisation de la municipalité de Rekovac en Serbie

La municipalité de Rekovac compte 32 localités :
| - Bare - Belušić - Beočić - Bogalinac - Brajinovac - Velika Kruševica - Vukmanovac - Dobroselica - Dragovo - Županjevac - Kavadar | - Kalenićki Prnjavor - Kaludra - Komorane - Lepojević - Lomnica - Loćika - Maleševo - Motrić - Nadrlje - Oparić - Prevešt | - Rabenovac - Ratković - Rekovac - Sekurič - Sibnica - Siljevica - Tečić - Ursule - Cikot - Šljivica |

Toutes les localités, y compris Rekovac, sont officiellement classées parmi les « villages » (село/selo) de Serbie.

## Démographie

### Localité

#### Évolution historique de la population dans la localité
| 1948  | 1953  | 1961  | 1971  | 1981  | 1991  | 2002  | 2011  |
| ----- | ----- | ----- | ----- | ----- | ----- | ----- | ----- |
| 1 510 | 1 674 | 1 467 | 1 685 | 1 751 | 1 916 | 1 930 | 1 587 |

## Politique
À la suite des élections locales serbes de 2008, les 33 sièges de l'assemblée municipale de Rekovac se répartissaient de la manière suivante :
| Parti                        | Sièges |
| ---------------------------- | ------ |
| Parti démocratique           | 10     |
| Parti démocratique de Serbie | 8      |
| Serbie unie                  | 5      |
| Parti socialiste de Serbie   | 3      |
| Parti radical serbe          | 3      |
| G17 Plus                     | 2      |
| Mouvement pour le Levač      | 2      |

Predrag Djordjevic, membre du a été élu président (maire) de la municipalité.

## Économie
L'activité principale de la municipalité de Rekovac est l'agriculture. On y cultive notamment le maïs, des légumes et des fruits, principalement les prunes. La vigne est également présente dans le secteur et elle couvre une superficie de 700 ha.
Sur le plan industriel, on peut citer la holding Industrija kablova Jagodina, Provodnici Rekovac et l'usine de polyuréthane Blagotin de Belušić, qui travaille pour la société Zastava de Kragujevac. La société Žitomlina, une entreprise dont le siège est à Jagodina, travaille dans le domaine de la boulangerie industrielle.

## Tourisme

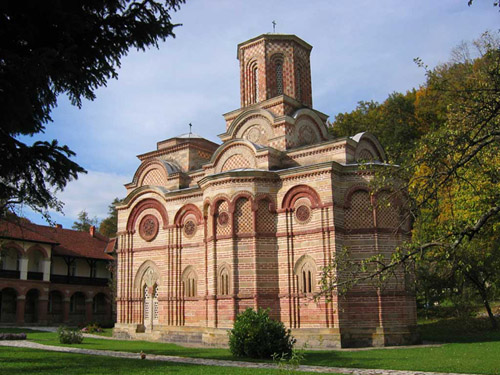
Le monastère de Kalenić

Le développement touristique dans la municipalité de Rekovac en est encore à ses balbutiements, notamment sur le plan des infrastructures hôtelières. En revanche, le secteur offre des possibilités pour la randonnée ou le tourisme rural. Deux associations encadrent les activités de chasse : l'association Levač à Rekovac et Kalenić à Belušić.
Les amateurs de tourisme culturel peuvent visiter le monastère de Kalenić, à Kalenićki Prnjavor, construit vers 1415 à l'époque du despote serbe Stefan Lazarević. Le monastère de Preradovac, près d'Oparić, a été fondé au XIIIe siècle, celui de Manastirak, à Velika Kruševica, sans doute au début du XVe siècle en même temps que celui de Kalenić et celui de Raletinac, près de Rekovac, sans doute aussi au début du XVe siècle. Tous ces établissements religieux relèvent de l'éparchie de Šumadija. Le village de Županjevac conserve les vestiges d'une forteresse médiévale. 